# Ацетилхолин
Ацетилхолинът (често съкратено ACh) е невротрансмитер в периферната (ПНС) и централната нервна система (ЦНС) в много организми, включително и хората. Ацетилхолинът е един от многото невротрансмитери във вегетативната нервна система (ВНС) и единственият невротрансмитер, активен в моторното подразделение на соматичната нервната система (сетивните неврони използват глутамат и различни пептиди в своите синапси). Ацетилхолинът е главният невротрансмитер във всички автономни ганглии.

## Функции
Ацетилхолинът има функции както в периферната нервна система (ПНС), така и в централната нервна система (ЦНС) като невротрансмитер и невромодулатор.
В периферната нервна система ацетилхолинът активира мускулите и е основен невротрансмитер в автономната нервна система.
Ацетилхолинът забавя сърдечната честота, когато действа като инхибиторен невротрансмитер. Въпреки това ацетилхолинът също действа и като възбуден невротрансмитер в нервно-мускулните синапси.

### В периферната нервна система
В периферната нервна система ацетилхолинът активира мускулите и е основен невротрансмитер в автономната нервна система. Когато ацетилхолинът се свързва със съответните рецептори върху скелетно-мускулните влакна, той предизвиква отваряне на лиганд-зависимите натриеви канали в клетъчната мембрана. Натриеви йони нахлуват в мускулните клетки, като отключват поредица стъпки, които в крайна сметка предизвикват мускулното съкращение. Въпреки че ацетилхолинът предизвиква съкращаването на скелетните мускули, той инхибира съкращаването на сърдечните мускулни влакна, като действа чрез различен тип рецептори (мускариновите рецептори).
В автономната нервна система ацетилхолинът се освобождава в следните структури:
- всички пред- и постганглионерни парасимпатикови неврони;
- всички предганглийни симпатикови неврони:
  - предганглийни симпатикови влакна към надбъбречната медула (модифициран симпатичен ганглий); при стимулация с ацетилхолин надбъбречната медула освобождава адреналин и норадреналин;
- някои постганглийни симпатикови влакна:
  - псевдомоторни неврони към потните жлези.

### В централната нервна система
ACh има важна роля в подобряването на сетивните възприятия, при събуждане и в задържането на вниманието. Уврежданията на холинергичната система (синтеза на ацетилхолин) в мозъка доказано са свързани с дефицити в паметта, като например болестта на Алцхаймер. ACh повлиява и на REM фазата.